# Twice (band)
Twice (Koreaans: 트와이스; RR: Teuwaiseu) is een Zuid-Koreaanse meidengroep, in 2015 door JYP Entertainment gevormd in het Mnet-televisieprogramma Sixteen.
De groep bestaat uit negen leden: de Zuid-Koreaanse Nayeon, Jeongyeon, Jihyo, Dahyun en Chaeyoung, de Japanse Mina, Momo, en Sana, en de Taiwanese Tzuyu.
Twice debuteerde op 20 oktober 2015 met The Story Begins. De videoclip van het nummer "Like Ooh-Ahh" werd binnen vijf maanden meer dan 50 miljoen keer bekeken op YouTube en was de meest bekeken videoclip van een debuterende K-popgroep ooit.

## Leden
| Naam                                                                           | Koreaans | Geboortenaam    | Geboortenaam in moedertaal | Geboortedatum     | Geboorteplaats       |
| ------------------------------------------------------------------------------ | -------- | --------------- | -------------------------- | ----------------- | -------------------- |
| Nayeon                                                                         | 나연     | Im Na-yeon      | 임나연                     | 22 september 1995 | Seoul, Zuid-Korea    |
| Jeongyeon                                                                      | 정연     | Yoo Kyung Wan   | 유경완                     | 1 november 1996   | Suwon, Zuid-Korea    |
| Momo                                                                           | 모모     | Momo Hirai      | 平井 もも                  | 9 november 1996   | Kyoto, Japan         |
| Sana                                                                           | 사나     | Sana Minatozaki | 湊崎 紗夏                  | 29 december 1996  | Osaka, Japan         |
| Jihyo                                                                          | 지효     | Park Ji-soo     | 박지수                     | 1 februari 1997   | Guri, Zuid-Korea     |
| Mina                                                                           | 미나     | Mina Myoui      | 名井 南                    | 24 maart 1997     | San Antonio, VS      |
| Dahyun                                                                         | 다현     | Kim Da-hyun     | 김다현                     | 28 mei 1998       | Seongnam, Zuid-Korea |
| Chaeyoung                                                                      | 채영     | Son Chae-young  | 손채영                     | 23 april 1999     | Seoul, Zuid-Korea    |
| Tzuyu                                                                          | 쯔위     | Chou Tzuyu      | 周子瑜                     | 14 juni 1999      | Tainan, Taiwan       |
| - Nayeon - Jeongyeon - Momo - Sana - Jihyo - Mina - Dahyun - Chaeyoung - Tzuyu |          |                 |                            |                   |                      |

## Discografie
| Koreaanse albums - Twicetagram (2017) - Eyes Wide Open (2020) - Formula of Love: O+T=<3 (2021) | Japanse albums - BDZ (2018) - &Twice (2019) - Perfect World (2021) - Celebrate (2022) |

| Koreaanse mini-albums - The Story Begins (2015) - Page Two (2016) - Twicecoaster : Lane 1 (2016) - Twicecoaster : Lane 2 (2017) - Signal (2017) - What Is Love? (2018) - Summer Nights (2018) - YES or YES (2018) - The Fear of YES (2018) - Fancy You (2019) - Feel Special (2019) - More & More (2020) - Taste Of Love (2021) - Between 1 & 2 (2022) - READY TO BE (2023) | Japanse mini-albums - #TWICE (2017) - #TWICE2 (2019) - #TWICE3 (2020) |

| Koreaanse mini-albums - The Story Begins (2015) - Page Two (2016) - Twicecoaster : Lane 1 (2016) - Twicecoaster : Lane 2 (2017) - Signal (2017) - What Is Love? (2018) - Summer Nights (2018) - YES or YES (2018) - The Fear of YES (2018) - Fancy You (2019) - Feel Special (2019) - More & More (2020) - Taste Of Love (2021) - Between 1 & 2 (2022) - READY TO BE (2023) | Japanse mini-albums - #TWICE (2017) - #TWICE2 (2019) - #TWICE3 (2020) |

| Koreaanse singles - Cry For Me (2020) | Japanse singles - One More Time (2017) - Candy Pop (2018) - Wake Me Up (2018) - I Want You Back (2018 - Happy Happy (2019) - Breakthrough (2019) - Fanfare (2020) - BETTER (2020) - Kura Kura (2021) - Doughnut (2021) - Just Be Yourself (2022) - Hare Hare (2023) | Engelse singles - More & More (English ver.) (2020) - I Can't Stop Me (English ver.) (2020) - The Feels (2021) - Moonlight Sunrise (2023) |